# RUMOR (카드의 노래)
〈RUMOR〉는 대한민국의 혼성 그룹 KARD가 2017년 4월 24일 발매한 세 번째 디지털 싱글이다. 총 3단계의 데뷔 프로젝트 중 마지막으로 발매되었다.

## 배경
- 뮤직 비디오는 LG G6와의 콜라보레이션으로 제작되었다. 카드는 2017년 4월 21일 LG전자 G6의 글로벌 앰버서더로 발탁된 바 있다.[2]
- 〈RUMOR〉의 히든 영상은 서울특별시와 협업으로 진행되었다.[3]

## 트랙 리스트
| #  | 제목      | 작사     | 작곡                | 편곡 | 재생 시간 |
| -- | --------- | -------- | ------------------- | ---- | --------- |
| 1. | 〈RUMOR〉 | 낯선, BM | 낯선, EJ Show, 빅톤 | 3:37 |           |